# Koronarend (Belgium)
A Koronarend (hollandul: Kroonorde, franciául: Ordre de la Couronne) magas rangú állami kitüntetés Belgiumban. A rendet II. Lipót belga király alapította 1897. október 15-én, mint a Kongói Szabadállam néven ismert afrikai gyarmat uralkodója, és a kongói gyarmat valamint az „afrikai civilizáció érdekében” végzett kiemelkedő tettekért adományozták. A rendet bevonták a belga állami kitüntetések közé, amikor 1908. október 10-én a belga állam annektálta a szabadállamot.
A rend jelmondata „Munka és haladás” (franciául: Travail et progrès, hollandul: Arbeid en vooruitgang). 
A rend nagymestere a mindenkori belga király, jelenleg II. Albert belga király. Napjainkban a Koronarenddel a belga államnak tett kimagasló szolgálatot szokták elismerni, különösen a belga köztisztviselők körében. Ezen felül kiemelkedő művészi, irodalmi és tudományos eredményekért, illetve Belgium kereskedelmi és ipari érdekeinek előmozdításáért.
A Koronarendet külföldi állampolgárok is megkaphatják, elsősorban a Belgiumban állomásozó diplomatáknak és katonatiszteknek adományozzák. A második világháború után a Belgium felszabadításában részt vevő szövetséges katonáknak is rendszeresen ezt a kitüntetést adták.

## Fokozatai
A Koronarendnek jelenleg öt fokozata van, ezen felül két pálma és három medál létezik:
- Grand Cordon: a jobb vállom selyemszalagon viseli a kitűzőt, illetve a bal vállon a csillagot;
- Grand Officer: a bal vállon csillagot visel, illetve esetenként nyakláncot;
- Commander: a kitüntetést a nyak körül viseli;
- Officer: a kitüntetést rozettás szalaggal a bal vállon viseli;
- Knight: a kitüntetést szalaggal a bal vállon viseli;;
- Golden Palms: szalagon arany pálmakoszorút visel a bal vállon;
- Silver Palms: szalagon ezüst pálmakoszorút visel a bal vállon;
- Gold Medal
- Silver Medal
- Bronze Medal

## A rendjel leírása
A rend kitüntetése ötágú máltai kereszt, a kereszt szárai között a nap sugarait szimbolizáló sugarakkal, amelyek a lovagok kitüntetésén ezüstből, a magasabb fokozatokon aranyból vannak. A kereszt közepén lévő korongon kék zománcozott háttéren aranykorona található, a korong hátoldalán egymásnak háttal fordított "L" betűk, a rendet alapító II. Lipót király személyes monogramja. A felfüggesztő szalaghoz zöld zománcozott babér- és tölgykoszorú kapcsolja.
A rend csillagja (csak a Grand Cordon és Grand Officer fokozat kaphatja) tízágú, felváltva arany és ezüst csillag (a ""Grand Cordon fokozatnál), közepén fehér zománcozott, ötágú máltai kereszt, a Grand Officer fokozat csillagja hasonló, de a középső kereszt jóval kisebb.

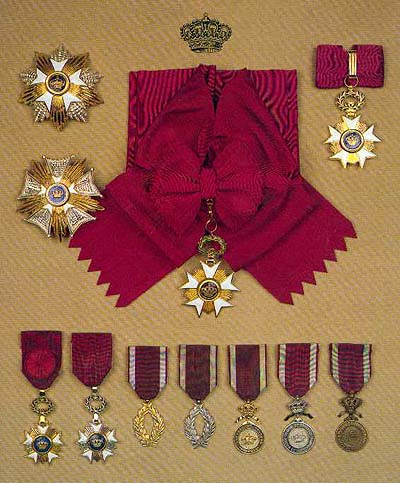
Bal fent: Grand Cordon csillag, balra középen: Grand Officer csillag, fent középen: Grand Cordon selyemszalag és kitűző, jobbra fent: parancsnoki' kereszt, alsó sorban balról jobbra: tisztikereszt, lovagkereszt, aranypálma, ezüst pálma, arany, ezüst és bronzmedál (a Société de l'Ordre de Léopold jóvoltából)

A szalag gesztenyebarna színű, díszítés nélkül, de egyes esetekben a szalagon a következő megkülönböztető jelzések találhatók:
- a szalagon keresztbe tett kardok jelzik, ha a kitüntetést háborús időben adományozták (a második világháború és a koreai háború során adományozott kitüntetéseken kis felirat jelzi);
- a szalag mindkét oldalát arany szegély díszíti a különleges harci cselekményekért, hőstettekért adományozott szalagon;
- a szalag közepén arany csík fut végig a háborús időben véghezvitt kimagaslóan hasznos cselekedetért;
- a szalagot egy arany csillag díszíti, amennyiben a kitüntetettet az országos napiparancsban név szerint is említették;
- ezüst vagy arany pálmák díszítik a háborús időben katonáknak adományozott szalagot.

A medál arany, ezüst vagy bronz, amelyet királyi korona csatol a felfüggesztő szalaghoz. A medál közepén vékonyan sávozott mezőben a királyi korona található, körülötte a rend jelmondata, hátoldalán II. Lipót monogramja. A pálmakoszorú és a medál szalagját kétodalt fehér sáv szegélyezi.

## Az adományozás feltételei

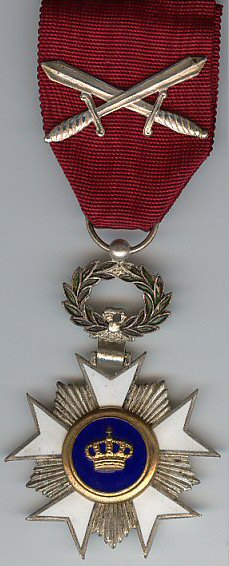
A koronarend lovagi fokozata

### Polgári fokozat
A Lipót-rendet (és más belga kitüntetéseket) általában meghatározott napokon kihirdetett királyi rendelettel adományozzák, ez történhet április 8-án (I. Albert belga király születésnapján), november 15-én (I. Lipót belga király nevenapján, illetve a királyság ünnepén, valamint bizonyos esetekben július 21-én (a belga nemzeti ünnepen, I. Lipót trónra lépésének évfordulóján).
A rend kitüntetéseit elsősorban a belga állam és társadalom szolgálatában elkövetett cselekedetekért adományozzák, a köztisztviselők esetében pontosan leszabályozták a szolgálati idő és kor követelményeit, míg egyéb személyek esetében a király dönt a rend odaítéléséről. A királyi rendeletet a belga hivatalos közlöny (Moniteur Belge) adja ki.
A külügyminisztérium felelős a rend felügyeletéért és a szabályozások keretén kívül eső (vagyis nem köztisztviselőknek adományozott) kitüntetések megítélésénél tanácsadói szerepet lát el. A különleges cselekedetekért adományozható kitüntetések számát a belga kormány minisztertanácsa határozza meg minden évben.
A Koronarend és más belga katonai és polgári rendek hierarchiáját törvény szabályozza, amely szerint a Koronarend rangsorban a Lipót-rend és a II. Lipót-rend között áll. Különleges esetek kivételével, ha valakit már kitüntettek az egyik renddel, akkor nem kaphat annál alacsonyabb kitüntetést, tehát ha megkapta a Koronarend parancsnoki fokozatát, akkor nem kaphatja meg a Lipót-rend lovagi vagy tiszti fokozatát.
A büntetőjogi eljárás alá volt személyek általában nem kaphatják meg a rend kitüntetését, amíg az eljárás be nem fejeződik.

### Katonai fokozat
A katonai fokozatokat (amelyeket keresztbe tett kardok jelölnek a korona alatt) a szolgálati idő hossza alapján adományozzák a belga haderő tagjainak (az alapkiképzés éveit 50%-ban veszik figyelembe), illetve háborús időben egyes kimagasló cselekedetekért is adományozható. A normális körülmények között adományozott kitüntetésekre a következő szabályok élnek:
- Grand Officer: legalább altábornagyi rangban lévő katonatisztnek adományozható, 38 év katonai szolgálat után
- Commander: legalább ezredesi rangban lévő katonatisztnek adományozható, 32 év szolgálat után
- Officer: legalább századosi rangban lévő katonatisztnek adományozható, 25 év szolgálat után
- Knight: legalább 15 év szolgálat után tiszteknek és 35 év után tiszthelyetteseknek
- Arany pálma: 25 év szolgálat után tiszthelyetteseknek és 35 év után alacsonyabb rendfokozatú katonáknak
- Ezüst pálma: 30 év szolgálati idő után tiszthelyettesnél alacsonyabb rendfokozatú katonáknak

A katonai fokozatoknál nincs korhatár.

### Medálok
A medálokat általában különösen hosszú szolgálati idő után adományozzák a kitüntetett nyugdíjba vonulásakor. A medált kaphatják köztisztviselők és a magánszféra alkalmazottai is, pl. börtönőrök, polgármesterek, rendőrtisztek, a helyi önkormányzatok tagjai. Követelmény, hogy a kitüntetett legalább 25 éves szolgálati vagy munkaviszonnyal rendelkezzen. Az arany medálhoz a köztisztviselőnek legalább 60 évesnek kell lenni és legalább 45 éves munkaviszonnyal kell rendelkezni, ebből 30 évet ugyanannál az állami szervnél.
A szolgálat idő mellőzésével, különleges körülmények között, a medálokat megkaphatják közalkalmazottak (igazgatók, osztályvezetők), művészek, építészek, tudósok vagy kézművesek is.
A bronz medált lényegében csak a Belga Kongó gyarmaton szolgáló fehér köztisztviselők kapták 11 éves szolgálati jogviszony után, illetve egy időben a 40 éves szolgálati jogviszonnyal rendelkező tűzoltók és mezőőrök.

## Lásd még
- Belga katonai kitüntetések listája

## Fordítás
- Ez a szócikk részben vagy egészben  az   Order of the Crown (Belgium) című angol Wikipédia-szócikk fordításán alapul.  Az eredeti cikk szerkesztőit annak laptörténete sorolja fel. Ez a jelzés csupán a megfogalmazás eredetét és a szerzői jogokat jelzi, nem szolgál a cikkben szereplő információk forrásmegjelöléseként.

## Külső hivatkozások
- Order of the Crown (angolul)
- phalerae.org (angolul)
- Northeastmedals (angolul)
- Belga lovagrendek az I. világháború előtt (franciául)